# Mikel Astarloza
Mikel Astarloza Chaurreau (ur. 17 listopada 1979 w Gipuzkoa) – hiszpański kolarz szosowy drużyny należącej do UCI Pro Tour Euskaltel-Euskadi. W zawodowym peletonie ściga się od 2002 roku.
W 2003 roku odniósł swój największy sukces. Wygrał wyścig Tour Down Under rozgrywany w Australii. W tym samym roku był 3 w mistrzostwach Hiszpanii w jeździe indywidualnej na czas. W następnych latach nie odnosił już tak ważnych sukcesów, choć potrafił być 9 w Vuelta a Castilla y León (2005). Rok 2007 przyniósł mu sukcesy. W Tour de France zajął w klasyfikacji generalnej bardzo wysokie 9. miejsce. Był to udany wyścig dla kolarzy Euskaltelu, ponieważ Haimar Zubeldia lider zespołu był 5. Astarloza błysnął równą formą również w Dauphiné Libéré i był 7. W 2008 roku już nie było tak dobrze i w Tour de France był 16. Blisko podium był w Klasika Primavera, ostatecznie zajmując 4. miejsce.
Astarloza jest kolarzem bardzo dobrze jeżdżącym na czas i w górach. Jeden z liderów Euskaltel-Euskadi. Potrafi osiągnąć również dobry wynik w hiszpańskich wyścigach klasycznych.

## Najważniejsze zwycięstwa i sukcesy
- 2002 – 18 w klasyfikacji generalnej Tour Down Under
- 2003 – zwycięstwo w klasyfikacji generalnej Tour Down Under; 3 w mistrzostwach Hiszpanii w jeździe indywidualnej na czas; 10 w Grand Prix Lugano; 13 w klasyfikacji generalnej Vuelta a Andalucia; 14 w klasyfikacji generalnej Dauphiné Libéré; 14 w klasyfikacji generalnej Critérium International; 17 w Classique des Alpes
- 2004 – 19 w Classique des Alpes
- 2005 – 7 w klasyfikacji generalnej Bayern Rundfahrt; 7 w Grand Prix Lugano; 9 w klasyfikacji generalnej Vuelta a Castilla y León; 17 w klasyfikacji generalnej Dauphiné Libéré
- 2006 – 15 w klasyfikacji generalnej Critérium International
- 2007 – 9 w klasyfikacji generalnej Tour de France; 7 w klasyfikacji generalnej Dauphiné Libéré; 6 w Clásica San Sebastián; 10 w klasyfikacji generalnej Volta a la Comunitat Valenciana
- 2008 – 4 w Klasika Primavera; 4 w klasyfikacji generalnej Vuelta a Andalucia; 16 w klasyfikacji Tour de France; 6 w klasyfikacji generalnej Vuelta al Pais Vasco; 7 w klasyfikacji generalnej Dauphiné Libéré; 11 w klasyfikacji generalnej Critérium International